# Жетітобинський сільський округ
Жетіто́бинський сільський округ (каз. Жетітөбе ауылдық округі, рос. Жетитобинский сельский округ) — адміністративна одиниця у складі Жуалинського району Жамбильської області Казахстану. Адміністративний центр — село Карікорган.
Населення — 3193 особи (2021; 2872 у 2009, 2590 у 1999, 2859 у 1989).
Станом на 1989 рік існувала Казанська сільська рада (села Благовіщенка, Братське, Казанка, Любимовка, Маяк, Успеновка).

## Склад
До складу округу входять такі населені пункти:
| Населений пункт  | Старі назви  | Населення, осіб (1989) | Населення, осіб (1999) | Населення, осіб (2009) | Населення, осіб (2021) |
| ---------------- | ------------ | ---------------------- | ---------------------- | ---------------------- | ---------------------- |
| Карікорган, село | Казанка      | 622                    | 582                    | 581                    | 574                    |
| Кониртобе, село  | Успеновка    | 610                    | 564                    | 613                    | 666                    |
| Космурат, село   | Любимовка    | 122                    | 124                    | 164                    | 176                    |
| Майбулак, село   | Маяк         | 190                    | 126                    | 137                    | 142                    |
| Тасбастау, село  | Благовіщенка | 609                    | 480                    | 568                    | 599                    |
| Шинбулак, село   | Братське     | 706                    | 714                    | 809                    | 1036                   |